# Snezjnaja koroleva (film, 2012)
För andra betydelser, se Snödrottningen (olika betydelser).
Snezjnaja koroleva är en rysk datoranimerad film och Wizart Animations debutfilm. Filmen baseras på sagan Snödrottningen av H. C. Andersen. Den hade premiär på ryska biografer den 27 december 2012. Med en budget på 7 miljoner dollar tjänade studion bra på filmen och fick ett positivt mottagande från både ryska och utländska kritiker.

## Handling
I ett försök att skapa en ny värld - kall och praktisk, där den nordliga vinden svalkar människornas själar, blir Snödrottningen av med alla konstnärliga utövare. Den lilla, modiga Gerda, dottern till en spegelmakare, beger sig ut på en farlig resa för att rädda sin bror Kai. Där möter hon denna kalla värld som Snödrottningen skapat. Genom att övervinna alla svårigheter och hinder på vägen mot sitt mål får Gerda inte bara en familj och nya vänner, utan också tro på sig själv.

## Rollista
| Roll              | Rysk dubbning      | Ukrainsk dubbning    |
| ----------------- | ------------------ | -------------------- |
| Gerda             | Nyusha             | Darina Murasjtjenko  |
| Orm               | Ivan Ochlobystin   | Sergej Pritula       |
| Snödrottningen    | Galina Tiunina     | Olga Sumska          |
| Föreståndaren     | Dmitrij Nagijev    | Oleg Lepenets        |
| Hövdingens dotter | Liza Arzamasova    | Katerina Butska      |
| Blomflicka        | Ljudmila Artemjeva | Lidija Murashjtjenko |
| Kungen            | Jurij Stojanov     | Anatolij Zinovenko   |
| Atamansha         | Anna Ardova        | Larisa Rusnak        |
| Kai               | Ramila Iskander    | Lidija Murasjtjenk   |
| Butiksinnehavare  | Olga Sjorochova    | Irina Dorosjenko     |
| Lappländska       | Olga Sjorochova    | Olga Radtjuk         |
| Mästare Vegard    | Michail Tichonov   | Andrij Tverdak       |
| Prins             | Michail Tichonov   | Pavel Skorochodko    |
| Tjänare           | Michail Tichonov   | Dmytro Savadskij     |
| Una               | Olga Zubkova       | Katerina Butska      |
| Prinsessan        | Olga Zubkova       | Katerina Brajkovska  |
| Spegeln           | Olga Zubkova       | Olga Sumska          |
| Gaosjön           | Olga Zubkova       | Kirill Nikitenko     |
| Luta              | Erin Fitzgerald    | Erin Fitzgerald      |

## Produktion
Filmen skapades av den Voronezj-baserade studion Wizart Animation (i samarbete med InlayFilm) efter manus av Vladlen Barbe och Vadim Svesjnikov. Filmen regisserades av Maxim Svesjnikov. Cirka 100 personer deltog i skapandet av filmen.
Handlingen som helhet motsvarar Andersens berättelse, men det finns också skillnader. Som Maxim Svesjnikov sa, "det kommer att vara en berättelse med igenkännliga karaktärer, men berättade på ett modernt biospråk". Det finns karaktärer i filmen som inte finns med i originalet. Enligt regissören skrevs också Gerda och Snödrottningen om. Sångaren Nyusha gjorde rösten till Gerda.
Ett år senare släppte Disney filmen Frost med ett liknande tema.
I programmet "Vetjernyj Urgant" framförde den lettiska gruppen Brainstorm låten "Gori, gori, jasno", som blev soundtracket för filmen. 
Wizart Animation släppte 2019 en serie baserad på filmen vid namn Snezjnaja Koroleva: Chraniteli Tjudes (Снежная Королева: Хранители Чудес).

## Uppföljare
Den 1 januari 2015 släpptes en uppföljare "Snezjnaja koroleva 2: Perezamorozka" i Ryssland. Cirka två år senare, den 29 december 2016, släpptes en tredje film - "Snezjnaja koroloeva 3: Ogon i ljod".